# Teltow (regiune)
Teltow este o regiune situată în Brandenburg, Germania. Din punct de vedere geologic este un platou, cu o cultură specifică. Centrul cultural al regiunii s-a cristalizat în marca Brandemburg prin secolele al XII-lea și al XIII-lea. Între anii 1816 - 1952, din punct de vedere administrativ, regiunea a fost un district, amplasat la sud de Berlin, centrul regiunii fiind comuna Teltow.

## Date geografice
Din punct de vedere istoric sau cultural, Teltow nu este o regiune de sine stătătoare. Azi, sub denumirea de Teltow se înțelege un platou cu morene lăsate în urmă de ghețari. Regiunea este limitată în est de râul Dahme, la nord de Spree și la vest de râurile Nuthe și Havel. Regiunea Teltow este traversată în partea sud-vest de râul Pfefferfliess. Pe teritoriul platoului Teltow există ridicături de teren sub formă de insule. Un aspect geologic deosebit îl prezintă muntele de gips de la Sperenberg, care are o înălțime de 80 m. În regiune se mai pot aminti depozitele de sare. Muntele de gips prezintă și o însemnătate mare în istoria cercetărilor geotermice. Aici s-au făcut în anul 1867 forări în muntele de gips, până la o adâncime de 45 m, constatându-se o temperatură mai ridicată în adâncime. În Evul Mediu pe versanții muntelui de gips au existat mai multe cariere, care în prezent sunt abandonate.

## Clima
Din cauza altitudinii relativ mari, temeratura medie a regiunii este mai scăzută decât în regiunile vecine Flaeming și Barnim. Climatul este influențat de vânturile de vest care generează o clima oceanică. Regiunea face trecerea de la clima oceanică la cea continentală, având temperatura medie în ianuarie de -1 °C și în iulie de 18 °C. Media anuală a precipitațiilor este de cca. 550 mm.